# Никоклия (окръг Пафос)
Нико̀клия (на гръцки: Νικόκλεια) е село в Кипър, окръг Пафос. Според статистическата служба на Република Кипър през 2001 г. селото има 105 жители.
Намира се на 3 км северно от Куклия.